# Мбере (департамент)
Мбе́ре (фр. Mbéré) — один из 5 департаментов региона Адамава в Камеруне. Находится в юго-восточной части региона, занимая площадь в 14 267 км². 
Административным центром департамента является город Меиганга (фр. Meiganga). Граничит с Центральноафриканской Республикой на востоке, а также департаментами: Лом и Джерем (на юге), Джерем (на западе), Вина (на севере) и Майо-Рей (на севере).

Департамент Мбере на карте региона Адамава

## Административное деление
Департамент Мбере подразделяется на 4 коммуны:
1. Дир (фр. Dir)
2. Джоон (фр. Djohong)
3. Меиганга (фр. Meiganga)
4. Нгауи (коммуна) (фр. Ngaoui)